# Divisió de Faridkot
La divisió de Faridkot és una entitat administrativa del Panjab (Índia), amb capital a Faridkot. Fou creada el 1996 per segregació de la divisió de Firozpur i la formen tres districtes: Faridkot, Bathinda i Mansa. En total hi ha 8 subdivisions, 8 tehsils, i 9 subtehsils. El primer comissionat fou nomenat el 1996 i té poder administratius i quasi judicials en virtut de diverses lleis entre les quals la Punjab Land Revenue Act de 1887, Northern India Canal and Drainage Act de 1873, The Indian Arms Act de 1959, Punjab New Mandi Township Act de 1960 i altres. Entre les seves funcions està la d'inspeccionar les diverses oficines i la recaptació.